# Международен индекс на имената на растенията
Международният индекс на имената на растенията (на английски: International Plant Names Index, IPNI) описва себе си като „база данни на имената и свързаните с тях основни библиографски подробности за семенни растения, папрати и плауновидни“. Покритието на имената на растенията е най-добро по ранг на вид и род. То включва основни библиографски подробности, свързани с имената. Целите на индекса включват премахване на необходимостта от многократно позоваване на първични източници за основна библиографска информация за имена на растения.
IPNI поддържа също така списък със стандартизирани авторски съкращения. Първоначално те са базирани на Brummitt & Powell (1992), но непрекъснато се добавят нови имена и съкращения.

## Описание
IPNI е продукт на сътрудничество между Кралските ботанически градини, Кю (Index Kewensis), Хербариума на Харвардския университет (Gray Herbarium Index) и Австралийския национален хербариум (APNI). Базата данни IPNI съдържа колекция от имена, регистрирани от трите сътрудничещи си институции и те работят за стандартизиране на информацията. Стандартът на авторските съкращения, препоръчан от Международния кодекс на номенклатурата за водорасли, гъби и растения, е разработен от Brummitt и Powell. Дигитален и непрекъснато актуализиран списък с автори и съкращения може да бъде прегледан онлайн в IPNI.
IPNI предоставя имена, които са се появили в научни публикации, с цел да предостави индекс на публикувани имена, вместо да предписва приетата ботаническа номенклатура.